# Río Parismina
Río Parismina är en flodmynning i Costa Rica.   Den ligger i kantonen Cantón de Siquirres och provinsen Limón, i den östra delen av landet, 90 km öster om huvudstaden San José. Río Parismina ligger 6 meter över havet.
Terrängen runt Río Parismina är mycket platt. Havet är nära Río Parismina åt nordost.